# Wendy White
Ne pas confondre avec Anne White et Robin White, également joueuses de tennis.
Pour les articles homonymes, voir White.
Wendy White (née le 29 septembre 1960) est une joueuse de tennis américaine, professionnelle de la fin des années 1970 à 1992. Elle est aussi connue sous son nom de femme mariée, Wendy White-Prausa.
Elle a atteint le 28e rang mondial en simple le 3 août 1987 et le 18e en double le 10 septembre 1990.
Pendant sa carrière, elle a gagné quatre tournois WTA, dont un en simple.

## Palmarès

### Titre en simple dames
| No | Date       | Nom et lieu du tournoi            | Catégorie | Dotation | Surface         | Finaliste      | Score         |          |
| -- | ---------- | --------------------------------- | --------- | -------- | --------------- | -------------- | ------------- | -------- |
| 1  | 20-01-1986 | Virginia Slims of Kansas, Wichita |           | 75 000 $ | Moquette (int.) | Betsy Nagelsen | 6-1, 6-7, 6-2 | Parcours |

### Finale en simple dames
| No | Date       | Nom et lieu du tournoi                  | Catégorie | Dotation  | Surface      | Vainqueure  | Score    |          |
| -- | ---------- | --------------------------------------- | --------- | --------- | ------------ | ----------- | -------- | -------- |
| 1  | 13-07-1987 | Virginia Slims of Newport, Newport (RI) |           | 150 000 $ | Gazon (ext.) | Pam Shriver | 6-2, 6-4 | Parcours |

### Titres en double dames
| No | Date       | Nom et lieu du tournoi                          | Catégorie | Dotation  | Surface    | Partenaire       | Finalistes                       | Score         |          |
| -- | ---------- | ----------------------------------------------- | --------- | --------- | ---------- | ---------------- | -------------------------------- | ------------- | -------- |
| 1  | 08-01-1979 | Avon Future of San Antonio San Antonio          | Futures   | 25 000 $  | NC         | Kathy Jordan     | Bunny Bruning Valerie Ziegenfuss | 6-2, 6-2      | Parcours |
| 2  | 12-10-1981 | Maybelline Classic Deerfield Beach              |           | 125 000 $ | Dur (ext.) | Mary Lou Piatek  | Pam Shriver Paula Smith          | 6-1, 3-6, 7-5 | Parcours |
| 3  | 07-11-1983 | Lynda Carter Maybelline Classic Deerfield Beach |           | 125 000 $ | Dur (ext.) | Bonnie Gadusek   | Pam Casale Mary Lou Piatek       | 6-1, 3-6, 6-3 | Parcours |
| 4  | 19-02-1990 | Virginia Slims of Oklahoma Oklahoma City        | Tier IV   | 150 000 $ | Dur (int.) | Mary Lou Daniels | Manon Bollegraf Lise Gregory     | 7-5, 6-2      | Parcours |

### Finales en double dames
| No | Date       | Nom et lieu du tournoi                    | Catégorie | Dotation  | Surface         | Vainqueures                           | Partenaire       | Score    |          |
| -- | ---------- | ----------------------------------------- | --------- | --------- | --------------- | ------------------------------------- | ---------------- | -------- | -------- |
| 1  | 15-12-1980 | Tucson Open Tucson                        |           | 75 000 $  | Moquette (int.) | Leslie Allen Barbara Potter           | Mary Lou Piatek  | 7-6, 6-0 | Parcours |
| 2  | 11-10-1982 | Florida Federal Open Tampa                | Series 4  | 125 000 $ | Dur (ext.)      | Ann Kiyomura Paula Smith              | Mary Lou Piatek  | 6-2, 6-4 | Parcours |
| 3  | 10-10-1983 | Florida Federal Open Tarpon Springs       |           | 150 000 $ | Dur (ext.)      | Martina Navrátilová Pam Shriver       | Bonnie Gadusek   | 6-0, 6-1 | Parcours |
| 4  | 08-10-1984 | Florida Federal Open Tarpon Springs       |           | 150 000 $ | Dur (ext.)      | Carling Bassett Elizabeth Smylie      | Mary Lou Piatek  | 6-4, 6-3 | Parcours |
| 5  | 25-02-1985 | Virginia Slims of Pennsylvania Hershey    |           | 75 000 $  | Moquette (int.) | Mary Lou Piatek Robin White           | Lea Antonoplis   | 6-4, 7-6 | Parcours |
| 6  | 02-02-1987 | Virginia Slims of Kansas Wichita          |           | 75 000 $  | Moquette (int.) | Svetlana Parkhomenko Larisa Savchenko | Barbara Potter   | 6-2, 6-4 | Parcours |
| 7  | 03-04-1989 | Family Circle Mag. Cup Hilton Head        | Tier II   | 300 000 $ | Terre (ext.)    | Hana Mandlíková Martina Navrátilová   | Mary Lou Daniels | 6-4, 6-1 | Parcours |
| 8  | 05-02-1990 | Breyers Tennis Classic Wichita            | Tier IV   | 150 000 $ | Moquette (int.) | Manon Bollegraf Meredith McGrath      | Mary Lou Daniels | 6-0, 6-2 | Parcours |
| 9  | 06-08-1990 | Virginia Slims of Albuquerque Albuquerque | Tier IV   | 150 000 $ | Dur (ext.)      | Meredith McGrath Anne Smith           | Peanut Louie     | 7-6, 6-4 | Parcours |

## Parcours en Grand Chelem

### En simple dames
| Année | Open d'Australie (janvier) | Open d'Australie (janvier) | Internationaux de France | Internationaux de France | Wimbledon       | Wimbledon        | US Open         | US Open         | Open d'Australie (décembre) | Open d'Australie (décembre) |
| ----- | -------------------------- | -------------------------- | ------------------------ | ------------------------ | --------------- | ---------------- | --------------- | --------------- | --------------------------- | --------------------------- |
| 1978  | n/a                        | n/a                        | -                        | -                        | -               | -                | 2e tour (1/32)  | Kerry Reid      | -                           | -                           |
| 1979  | n/a                        | n/a                        | -                        | -                        | 3e tour (1/16)  | Laura duPont     | 3e tour (1/16)  | Kathy Jordan    | -                           | -                           |
| 1980  | n/a                        | n/a                        | -                        | -                        | 2e tour (1/32)  | Hana Mandlíková  | 3e tour (1/16)  | Chris Evert     | -                           | -                           |
| 1981  | n/a                        | n/a                        | 2e tour (1/32)           | Pam Teeguarden           | 3e tour (1/16)  | Jo Durie         | 1er tour (1/64) | Virginia Ruzici | -                           | -                           |
| 1982  | n/a                        | n/a                        | -                        | -                        | 2e tour (1/32)  | Corinne Vanier   | 3e tour (1/16)  | Bonnie Gadusek  | 2e tour (1/16)              | Rosalyn Fairbank            |
| 1983  | n/a                        | n/a                        | 3e tour (1/16)           | M. Navrátilová           | 3e tour (1/16)  | Wendy Turnbull   | 1er tour (1/64) | Peanut Louie    | -                           | -                           |
| 1984  | n/a                        | n/a                        | 2e tour (1/32)           | Melissa.Brown            | 2e tour (1/32)  | Camille Benjamin | 1er tour (1/64) | Jenny Klitch    | 1er tour (1/32)             | Virginia Wade               |
| 1985  | n/a                        | n/a                        | 1er tour (1/64)          | Nathalie Tauziat         | 3e tour (1/16)  | Helena Suková    | 1er tour (1/64) | M. Van Nostrand | -                           | -                           |
| 1986  | n/a                        | n/a                        | -                        | -                        | 2e tour (1/32)  | Elizabeth Smylie | 1er tour (1/64) | Sylvia Hanika   | n/a                         | n/a                         |
| 1987  | -                          | -                          | -                        | -                        | 2e tour (1/32)  | Bettina Bunge    | 1er tour (1/64) | Pam Shriver     | n/a                         | n/a                         |
| 1988  | -                          | -                          | -                        | -                        | 1er tour (1/64) | Zina Garrison    | 1er tour (1/64) | D. Van Rensburg | n/a                         | n/a                         |
| 1989  | -                          | -                          | -                        | -                        | 1er tour (1/64) | Eva Pfaff        | 2e tour (1/32)  | Regina Kordová  | n/a                         | n/a                         |
| 1990  | -                          | -                          | -                        | -                        | 1er tour (1/64) | D. Van Rensburg  | 1er tour (1/64) | C. Cunningham   | n/a                         | n/a                         |

À droite du résultat, l’ultime adversaire.

### En double dames
| Année | Open d'Australie (janvier) | Open d'Australie (janvier) | Internationaux de France     | Internationaux de France   | Wimbledon                    | Wimbledon                   | US Open                       | US Open                     | Open d'Australie (décembre)  | Open d'Australie (décembre) |
| ----- | -------------------------- | -------------------------- | ---------------------------- | -------------------------- | ---------------------------- | --------------------------- | ----------------------------- | --------------------------- | ---------------------------- | --------------------------- |
| 1978  | n/a                        | n/a                        | -                            | -                          | -                            | -                           | 1/4 de finale Kathy Jordan    | F. Dürr Virginia Wade       | -                            | -                           |
| 1979  | n/a                        | n/a                        | -                            | -                          | 1er tour (1/32) Kathy Jordan | B. Cuypers Laura duPont     | 2e tour (1/16) Bettina Bunge  | A. Moulton M. L. Piatek     | -                            | -                           |
| 1981  | n/a                        | n/a                        | 2e tour (1/16) M. L. Piatek  | Bettina Bunge Kohde-Kilsch | 3e tour (1/8) M. L. Piatek   | B. Potter Sharon Walsh      | 3e tour (1/8) M. L. Piatek    | R. Fairbank Tanya Harford   | -                            | -                           |
| 1982  | n/a                        | n/a                        | -                            | -                          | 3e tour (1/8) M. L. Piatek   | Bettina Bunge Kohde-Kilsch  | 2e tour (1/16) M. L. Piatek   | S. McInerney Beverly Mould  | 1er tour (1/16) Jane Preyer  | Ilana Kloss Betty Stöve     |
| 1983  | n/a                        | n/a                        | 2e tour (1/16) B. Gadusek    | Kohde-Kilsch Eva Pfaff     | 1er tour (1/32) Louise Allen | Sandy Collins Helena Suková | 1/4 de finale B. Gadusek      | B. J. King Sharon Walsh     | -                            | -                           |
| 1984  | n/a                        | n/a                        | 2e tour (1/16) Paula Smith   | C. Benjamin Raschiatore    | 3e tour (1/8) Paula Smith    | Kathy Jordan Anne Smith     | 3e tour (1/8) Rosie Casals    | R. Fairbank C. Reynolds     | 1er tour (1/16) H. Pelletier | J. Mundel Y. Vermaak        |
| 1985  | n/a                        | n/a                        | 1er tour (1/32) Kay McDaniel | Navrátilová Pam Shriver    | 2e tour (1/16) Kay McDaniel  | S. Cherneva L. Savchenko    | 1er tour (1/32) Kay McDaniel  | C. Karlsson Tine Scheuer    | -                            | -                           |
| 1986  | n/a                        | n/a                        | -                            | -                          | 1er tour (1/32) Kay McDaniel | M. Jaggard Jaime Kaplan     | 1er tour (1/32) Kay McDaniel  | B. Nagelsen J. Russell      | n/a                          | n/a                         |
| 1987  | -                          | -                          | -                            | -                          | 2e tour (1/16) Gretchen Rush | Kohde-Kilsch Helena Suková  | 2e tour (1/16) Gretchen Rush  | Jo Durie Sharon Walsh       | n/a                          | n/a                         |
| 1988  | -                          | -                          | -                            | -                          | 2e tour (1/16) Gretchen Rush | Eva Pfaff E. Smylie         | 1er tour (1/32) Gretchen Rush | Jenny Byrne J. Thompson     | n/a                          | n/a                         |
| 1989  | -                          | -                          | -                            | -                          | 3e tour (1/8) Peanut Louie   | L. Savchenko N. Zvereva     | 1er tour (1/32) M. L. Piatek  | Katrina Adams Zina Garrison | n/a                          | n/a                         |
| 1990  | -                          | -                          | -                            | -                          | 3e tour (1/8) M. L. Piatek   | Mercedes Paz A. Sánchez     | 3e tour (1/8) M. L. Piatek    | Nicole Provis Elna Reinach  | n/a                          | n/a                         |

Sous le résultat, la partenaire ; à droite, l’ultime équipe adverse.

### En double mixte
| Année | Open d'Australie (janvier), | Open d'Australie (janvier), | Internationaux de France  | Internationaux de France | Wimbledon                     | Wimbledon                  | US Open                      | US Open                     | Open d'Australie (décembre), | Open d'Australie (décembre), |
| ----- | --------------------------- | --------------------------- | ------------------------- | ------------------------ | ----------------------------- | -------------------------- | ---------------------------- | --------------------------- | ---------------------------- | ---------------------------- |
| 1981  | n/a                         | n/a                         | -                         | -                        | 3e tour (1/8) David Carter    | Tracy Austin John Austin   | 1/4 de finale Mike Bauer     | Bettina Bunge Dick Stockton | n/a                          | n/a                          |
| 1982  | n/a                         | n/a                         | -                         | -                        | 3e tour (1/8) A. Amritraj     | Anne White Chip Hooper     | 1er tour (1/16) Charles Cox  | Leslie Allen Charles Buzz   | n/a                          | n/a                          |
| 1984  | n/a                         | n/a                         | 1/4 de finale Charles Cox | M. Calleja C. Fancutt    | 2e tour (1/16) Charles Cox    | Kathy Jordan Steve Denton  | 1er tour (1/32) Charles Cox  | B. J. King F. Buehning      | n/a                          | n/a                          |
| 1985  | n/a                         | n/a                         | -                         | -                        | 1er tour (1/32) Charles Cox   | Van Nostrand Dacio Campos  | -                            | -                           | n/a                          | n/a                          |
| 1986  | n/a                         | n/a                         | -                         | -                        | 1er tour (1/32) Charles Cox   | Louise Field M. Tideman    | -                            | -                           | n/a                          | n/a                          |
| 1987  | -                           | -                           | -                         | -                        | 1er tour (1/32) Charles Cox   | Hetherington Ricardo Acuña | -                            | -                           | n/a                          | n/a                          |
| 1988  | -                           | -                           | -                         | -                        | 1er tour (1/32) Peter Fleming | E. Smylie J. Fitzgerald    | -                            | -                           | n/a                          | n/a                          |
| 1989  | -                           | -                           | -                         | -                        | 2e tour (1/16) T. Woodbridge  | Zina Garrison S. Stewart   | -                            | -                           | n/a                          | n/a                          |
| 1990  | -                           | -                           | -                         | -                        | -                             | -                          | 1er tour (1/16) Kent Kinnear | M. Bollegraf M. Mortensen   | n/a                          | n/a                          |

Sous le résultat, le partenaire ; à droite, l’ultime équipe adverse.

## Classements WTA en fin de saison

### En simple
| Année | 1983 | 1986 | 1987 | 1988 | 1989 | 1990 | 1992 |
| Rang  | 34   | 45   | 35   | 66   | 102  | 156  | 565  |

Source : (en) « Classements de Wendy White », sur le site officiel du WTA Tour